# Yuliya Nesterenko
Pour les articles homonymes, voir Nesterenko.
Yuliya Nesterenko (ou Yulia Nestsiarenka; biélorusse : Юлія Несьцярэнка, Yuliya Nyes'tsyarenka en russe : Юлия Нестеренко, Yulia Nesterenko), née Yulia Bortsevitch le 15 juin 1979 à Brest en Biélorussie, est une athlète biélorusse, évoluant sur 100 mètres.
Athlète aux résultats moyens, elle apparaît aux premiers plans lors de l'année 2004 où elle remporte tout d'abord une médaille de bronze lors des mondiaux en salle à Budapest.
Elle confirme par une victoire lors du Golden Gala de Rome avant de réussir des Jeux olympiques 2004 à Athènes impressionnant : elle court ses quatre courses sur 100 mètres sous les 11 secondes et remporte le titre olympique.
Lors de la saison 2005, elle ne réapparaît que lors des Championnats du monde d'athlétisme 2005 à Helsinki. Elle termine 8e de la finale mais remporte toutefois une médaille de bronze avec le relais 4 × 100 mètres biélorusse.
En raison d'une blessure, une hernie inter-vertébrale, et d'une dépression, elle reste en dehors du monde de l'athlétisme durant la saison 2007. 
Lors des Jeux olympiques 2008 de Pékin, elle échoue en demi-finale, terminant à la cinquième place de sa série. Avec le relais biélorusse, elle échoue également en demi-finale.

## Palmarès
| Date | Compétition                       | Lieu        | Résultat | Épreuve   | Temps   |
| ---- | --------------------------------- | ----------- | -------- | --------- | ------- |
| 2001 | Championnats d'Europe espoirs     | Amsterdam   | 6e       | 100 m     | 11 s 80 |
| 2002 | Championnats d'Europe             | Munich      | 8e       | 4 x 100 m | 44 s 34 |
| 2003 | Championnats du monde             | Paris       | 7e       | 4 x 100 m | 43 s 47 |
| 2004 | Championnats du monde en salle    | Budapest    | 3e       | 60 m      | 7 s 12  |
| 2004 | Jeux olympiques                   | Athènes     | 1re      | 100 m     | 10 s 93 |
| 2004 | Jeux olympiques                   | Athènes     | 5e       | 4 x 100 m | 42 s 94 |
| 2005 | Championnats du monde             | Helsinki    | 8e       | 100 m     | 11 s 13 |
| 2005 | Championnats du monde             | Helsinki    | 3e       | 4 x 100 m | 42 s 56 |
| 2006 | Championnats d'Europe             | Göteborg    | 6e       | 100 m     | 11 s 34 |
| 2006 | Championnats d'Europe             | Göteborg    | 3e       | 4 x 100 m | 43 s 61 |
| 2010 | Championnats d'Europe             | Barcelone   | 4e       | 4 x 100 m | 43 s 18 |
| 2011 | Championnats d'Europe par équipes | Stockholm   | 8e       | 100 m     | 11 s 53 |
| 2011 | Championnats d'Europe par équipes | Stockholm   | 5e       | 4 x 100 m | 43 s 67 |
| 2015 | Championnats d'Europe par équipes | Tcheboksary | 10e      | 4 x 100 m | 44 s 41 |

## Sources
- Ressources relatives au sport :   - CIO
  - Munzinger
  - Olympedia
  - Tilastopaja
  - Track and Field Statistics
  - World Athletics